# Sœur Marie Séraphie
Sœur Marie Séraphie, également appelée Marie-Séraphie, née Odilia Aug Tchakirian à Istanbul, le 18 novembre 1915 et morte à La Grande-Bretèche à Tours, le 2 mars 2017, est une religieuse catholique, sœur de la charité dominicaine de la Présentation de Tours, sculptrice, peintre et poète, ancienne directrice et professeure d’un cours de Haute couture à Tours.

## Biographie
Odilia Aug Tchakirian prononce ses vœux religieux le 21 novembre 1940 et choisit le nom de sœur Marie Séraphie. Le prénom vient de l'hébreu saraph, qui signifie « brûler ».
Sa vocation artistique débute alors qu'elle assiste à une célébration de Vêpres le 1er octobre 1968. Elle est attirée par l'eau et la terre. Au bout de ses doigts commence à se dessiner un visage qui lui sourit. Elle commence des études universitaires en histoire de l'art en 1972 à l'École supérieure des beaux-arts de Tours, après sa rencontre avec Marion Cointet qui la persuade de poursuivre dans le domaine artistique. Son professeur de sculpture, Bernard Rabourdin, remarque sa technicité et lui suggère de transposer sa méthode de travail du tissu à la pierre. Ses matériaux de prédilection sont la pierre, le marbre de Carrare, le tuffeau et le calcaire de Seine.
Ancienne élève de l'École normale nationale d'apprentissage, elle contribue à la création des Cours Marie Dominique : une école de Haute Couture de Tours, qu'elle dirige jusqu'en 1973. 

## Carrière artistique
Outre sa vie spirituelle de dominicaine, sœur Marie Séraphie expose ses œuvres sculpturales en France, en Europe (Italie, Espagne, Allemagne) mais aussi à travers le monde (New York, Chicago, Texas, Québec, Tokyo). Elle débute la peinture plus tardivement.
Elle est  :
- Membre du Jury des concours internationaux section Beaux Arts[3].

- Membre du comité directeur de l'Académie internationale de Lutèce[1].

## Exposition
- Exposition des œuvres de Robert Arsicaud et de sœur Marie Séraphie[6] à la galerie Sainte-Croix, rue de Châteauneuf à Tours en 1974  : 75 œuvres exposées.

## Prix et distinctions
- Médaille de Vermeil de la ville de Paris en 1991.
- Médaille de Vermeil de la ville de New York.
- Prix du conseil général de la Vienne.
- Chevalier de l'ordre national du mérite en 1999.

## Mémoire et valorisation contemporaine
Soeur Marie Séraphie fait partie des femmes mises en lumière par le projet Les Illustres inconnues de Touraine, contribuant à améliorer la visibilité des femmes tourangelles ayant marqué l’histoire locale ou nationale dans Wikipédia. Ce projet initié en 2020 par Osez le féminisme 37 et porté par les Archives départementales d'Indre-et-Loire a obtenu le soutien de la Ville de Tours et de l’université de Tours. Il a réuni différents acteurs (HF Centre Val de Loire, Bibliothèque municipale de Tours, association La FUN) et a donné lieu à une série d’actions :
- des editathons avec la création de notices biographiques sur Wikipédia ;
- une exposition grâce aux illustrations réalisées par Audrey Silva et au travail biographique collectif  ;
- la création d’un jeu de plateau pédagogique : Qui sont-elles ? Les Illustres inconnues de Touraine, illustré et fabriqué par Mary Christides.